# Bebé pescatore
Bebé pescatore (Bébé pêcheur) è un cortometraggio muto del 1910 diretto da Louis Feuillade.

## Produzione
Il film fu prodotto dalla Société des Etablissements L. Gaumont

## Distribuzione
Distribuito dalla Société des Etablissements L. Gaumont, uscì nelle sale cinematografiche francesi nel dicembre 1910. Negli Stati Uniti, fu distribuito l'anno dopo, il 27 maggio 1911 con il titolo Jimmie the Sportsman dalla Kleine Optical Company. Nelle proiezioni, veniva programmato con il sistema dello split reel, accorpato in un'unica bobina con un altro cortometraggio, Alone at Night.